# Estación de Binisalem
Binisalem (en mallorquín y según SFM Binissalem) es una estación ferroviaria situada en el municipio homónimo, en Mallorca, España. Cuenta con parada en la estación de las tres líneas que gestiona Servicios Ferroviarios de Mallorca, T1 (Palma de Mallorca-Inca), T2 (Palma de Mallorca-La Puebla) y T3 (Palma de Mallorca-Manacor).

## Situación ferroviaria
La estación se encuentra en el punto kilométrico 21,765 de la línea férrea de ancho métrico Palma-Manacor, a 141 metros de altitud. El tramo es de vía doble y está electrificado a 1500 V en CC. Históricamente perteneció a la línea, parcialmente desmantelada, de Palma a Artá con ramales a Felanich, La Puebla y Alaró.

## Historia

### Primeros años

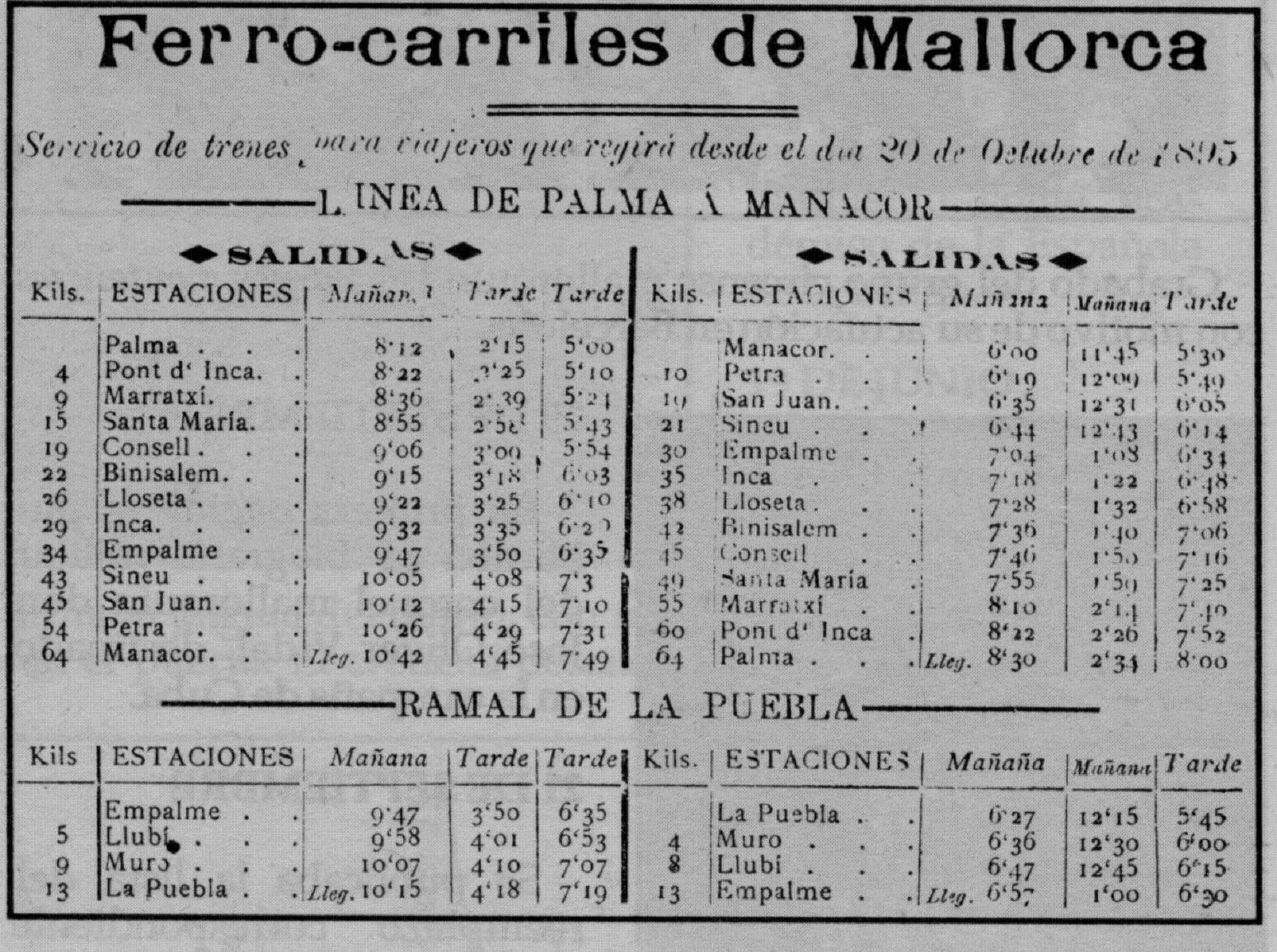
Horarios de 1895, donde aparece la estación de Binisalem

La estación fue inaugurada el 25 de febrero de 1875 con la puesta en marcha del tramo Palma de Mallorca – Inca de la actual línea Palma - Manacor. Su explotación inicial quedó a cargo de la Compañía de los Ferrocarriles de Mallorca quien también se hizo con la línea Inca - La Puebla en 1878 y con la totalidad de la red ferroviaria mallorquina a excepción del Ferrocarril de Sóller. Inicialmente el ancho de la vía era de tres pies (914 mm).
En 1922 se llegó a contemplar la electrificación del tramo entre Palma e Inca, pero el proyecto presentado no se llevó a cabo. El 5 de mayo de 1931 se completó la doble vía en ese mismo tramo. En 1941, al no ser la línea de ancho ibérico, la estación no fue nacionalizada y transferida a la recién creada RENFE, sino que pudo conservar su autonomía, al menos durante una década.

### Bajo EFE y FEVE
El 1 de agosto de 1951 las líneas de los Ferrocarriles de Mallorca se nacionalizan y pasan a ser gestionados por Explotación de Ferrocarriles por el Estado (EFE). El patrimonio ferroviario de Ferrocarriles de Mallorca quedó incorporado definitivamente al estado en 1959. EFE inició un proceso de sustitución de la tracción vapor por diésel, que supuso la eliminación de la tracción a vapor, cuyo último servicio aconteció el 12 de diciembre de 1964.
Sin embargo, con la creación de FEVE la explotación quedó a cargo de nueva compañía estatal en 1964. El 20 de junio de 1977 fue clausurado el tramo Empalme-Manacor-Artá, debido a un accidente en un paso a nivel en Petra. El cierre, que iba a ser temporal, se convirtió en definitivo. Este hecho supuso que la estación de Binisalem perdiera la conexión con Artá y Manacor. El 28 de febrero de 1981 fue clausurado un segundo tramo, el de Inca a La Puebla por falta de rentabilidad. En 1985 se completó la conversión del trazado de ancho de tres pies a ancho métrico, tras varios años de obras.

### Bajo SFM
El 31 de marzo de 1994 la gestión de FEVE se traspasa al gobierno balear, por medio de los Serveis Ferroviaris de Mallorca (SFM) fundados el 14 de enero de ese mismo año, que explota un total de 77 kilómetros de vías en ancho métrico.
En 1998 el Gobierno de las Islas Baleares inició las obras de reapertura de la línea de tren de Inca a La Puebla, recuperando el enlace el 27 de diciembre de 2000. 
El 11 de mayo de 2003 se recuperó el servicio ferroviario hasta Manacor. El 16 de febrero de 2012 se inauguró la electrificación de la línea. Finalmente, el 24 de febrero de 2012 se concluyeron las obras de electrificación entre Palma y Empalme, dando paso a unidades eléctricas de la serie 81 de SFM para cubrir este trayecto, realizándose en Empalme los necesarios trasbordos a unidades diésel de la serie 61 hasta La Puebla y Manacor, hasta la total electrificación de la red el 8 de enero de 2019.

## La estación
Pertenece a las estaciones originales de la línea. La construcción del edificio de viajeros ya estaba en curso al finalizar el año 1874. En la estación se erigió un edificio de viajeros de 8,50 por 16 metros, más un almacén y muelle descubierto para uso de mercancías. La estación disponía de aguada auxiliar para las antiguas locomotoras de vapor. Antes de la electrificación de la línea, tenía las dos vías generales, una vía muerta a la izquierda de las mismas conectada por el lado Palma y tres vías más situadas a la derecha de las generales conectadas por el costado de Palma para uso de mercancías.
Situada en el extremo norte del casco urbano de la población, actualmente cuenta con las dos vías generales con andén lateral a la derecha de las vías y una vía muerta a la izquierda de las generales enlazadas por el lado Palma. Esta vía finalizada en toperas se encuentra también electrificada y tiene acceso al andén central (sentido Palma). Se utiliza para guardar material auxiliar de mantenimiento y obras. Los andenes se comunican por un paso a nivel por el lado Palma, teniendo ambos andenes una marquesina de obra. El ingreso en la estación no se hace por el vestíbulo del edificio de viajeros, que suele estar cerrado. En su lugar, hay una estructura metálica junto a él, que incluye los controles de acceso. Pasado éste, es factible cambiar de andén por un paso peatonal a nivel. Por el costado de Inca existe un paso a nivel con barreras. Dispone de zona de aparcamiento de vehículos y bicicletas.
El edificio de viajeros se sitúa en la derecha de las vías y es de dos plantas, con tres vanos adintelados por costado y planta, alguno de ellos doble. El edificio sigue las características  habituales de la línea, siendo construido en piedra, con bandas de marés en los cercos de puertas y ventanas, así como en las esquinas. Los elementos decorativos son de inspiración griega y se concentran en puertas, ventanas y voladizos.

## Servicios ferroviarios
La estación forma parte de las líneas de la red de Servicios Ferroviarios de Mallorca siendo terminal de la T1. El servicio se presta con trenes eléctricos de la serie 81 de SFM, fabricados por CAF.
El horario de frecuencias de la estación puede consultarse en la siguiente página. En general, hay una frecuencia mínima de diez minutos hacia Palma en laborables y hasta de treinta minutos hacia Palma en sábados y festivos. Los tiempos de paso aumentan en las conexiones con La Puebla y Manacor, pudiendo llegar en algún momento a ser superior a la hora. Algunos de los servicios, especialmente de la T2, no efectúan paradas intermedias entre Marrachí y Palma. Estos trenes se conocen como Inca Express y acortan tiempos de viaje. Este servicio se presta con unidades eléctricas de piso bajo de la serie 91 de SFM, inicialmente destinados a tren-tram de Manacor a Artá.
| procedencia/destino | < estación      | Línea      | estación > | destino/procedencia |
| ------------------- | --------------- | ---------- | ---------- | ------------------- |
| Palma de Mallorca   | Consell - Alaró | [ nota 1 ] | Lloseta    | Inca                |
| Palma de Mallorca   | Consell - Alaró |            | Lloseta    | La Puebla           |
| Palma de Mallorca   | Consell - Alaró |            | Lloseta    | Manacor             |